# Anna-Maria Müller
Anna-Maria Müller (23 de febrero de 1949-23 de agosto de 2009) fue una deportista de la RDA que compitió en luge en la modalidad individual.
Participó en dos Juegos Olímpicos de Invierno en los años 1968 y 1972, obteniendo una medalla de oro en Sapporo 1972 en la prueba individual. Ganó una medalla de plata en el Campeonato Mundial de Luge de 1969, y dos medallas en el Campeonato Europeo de Luge, oro en 1970 y bronce en 1972.

## Palmarés internacional
| Juegos Olímpicos   | Juegos Olímpicos      | Juegos Olímpicos  | Juegos Olímpicos |
| Año                | Lugar                 | Medalla           | Prueba           |
| ------------------ | --------------------- | ----------------- | ---------------- |
| 1972               | Sapporo (Japón)       | Medalla de oro    | Individual       |
| Campeonato Mundial |                       |                   |                  |
| Año                | Lugar                 | Medalla           | Prueba           |
| 1969               | Königssee (RFA)       | Medalla de plata  | Individual       |
| Campeonato Europeo |                       |                   |                  |
| Año                | Lugar                 | Medalla           | Prueba           |
| 1970               | Hammarstrand (Suecia) | Medalla de oro    | Individual       |
| 1972               | Königssee (RFA)       | Medalla de bronce | Individual       |